# Mikael K
Mikael K alias Mikael Ryberg Kristensen (født 26. august 1964 i Aalborg) er en dansk sangskriver, sanger og musiker.
Mikael K har siden 2002 udgivet 6 albums. De 4 første under navnet Klondyke og de seneste 2 som Mikael K & Klondyke.
Mikael K er en "særdeles ekspressiv sanger og som sangskriver har han noget på hjertet, en vaskeægte historiefortæller med et godt øje til livet". Anmeldelse i Information okt. 2011

## Karriere
Mikael K dannede i 2000 bandet Klondyke. På daværende tidspunkt boede Mikael K på Vesterbro i København. Her påbegyndte han for egen regning indspilningen af et debutalbum i januar 2001. Indspilningerne foregik i trommeslageren Per Langes studie i krypten i en nedlagt kirke på Nørrebro. (Det, der i dag hedder Litteraturhaus) Oktober samme år blev musikken afsat til pladeselskabet Bonnier Amigo, og måneden efter kom Klondyke med i DR’s talentplatform Karrierekanonen, som efter nytår gav en del airplay på både P3 og P4 af singlen ’Sæbepulver Johnny’. April samme år deltog Klondyke i Spot 08-festivallen, som optakt til udgivelsen 15. april af det selvproducerede debutalbum ’Guld’. Anmeldelserne var overstrømmende ens i deres lovprisning i det, der blev hørt som et nyt dansk guldfund i rockens ørken af middelmådighed. ”Klondykes debut er noget så underligt som en både meget moderne og gammeldags dansk plade. Den er helt speciel. Dan Turéll ville have nydt den, ” skrev Politiken fx (Dansk Rock Leksikon 2002/Politikens Håndbøger s. 260 Arkiveret 8. august 2016 hos  Wayback Machine) Mikael K blev tilbage i 1980erne kaldt ’stinkende talentfuld’ af talentspejderen Jan Degner fra pladeselskabet CBS. Dengang i 1980erne dannede Mikael K sammen med tre skolekammerater bandet Boobs. De startede sammen Boobs i det frodige musikmiljø omkring Thulevejens Ungdomsklub i Aalborg. Gruppen blev et godt lokalt navn og inspirerede andre amatørgrupper i Nordjylland. Den vandt i juni 1983 en ’Battle Of The Bands’ i Valencia i København og kvalificerede sig til den skandinaviske finale på Gröna Lund i Stockholm. Bandet blev landskendt, da det nytårsaften 1984 spillede på TV i Eldorado. (Dansk Rock Leksikon 2002/Politikens Håndbøger s. 261) Gruppen spillede på den 12. Verdensungdomsfestival i Moskva i 1985. I sangen 'Einar (Cirkusdirektøren)' fra albummet Sange fra Nord (2014) synger Mikael K om oplevelsen ved åbningsceremonien på det Olympiske Stadion, hvor cirkusgøgleren Einar Trie går på stylter foran præsident Gorbatjov. Boobs optrådte endvidere på Roskilde Festival samme år.  Arkiveret 17. september 2016 hos  Wayback Machine

## Diskografi
Albums
- 2002: Guld (Som del af Klondyke)
- 2003: Lille Vampyr (Som del af Klondyke)
- 2006: Verdensmand (Som del af Klondyke)
- 2008: Dejlig Dum (Som del af Klondyke)
- 2010: Guldgravernes Opsamlingsheat (Som del af Klondyke)
- 2011: Udkantsland (Sange Fra Skæve Danmark Vol. 1) (Som del af Klondyke)
- 2014: Sange fra Nord (Som del af Klondyke)

Compilations:
Bæreklang – Klondyke medvirker med sangen Fra Bagdad Til Ground Zero    
Værsgo 2 – Klondyke medvirker med sangen Guleroden Værsgo 2  
De Største Er De Små - Sange Til Anker – Klondyke medvirker med sangen Friheden Flyver  Arkiveret 20. juni 2016 hos  Wayback Machine   
Hjemstavn – Mikael K medvirker med sangen B 52     
Guldgravernes Opsamlingsheat – Klondyke best of (20 sange)    
Woody på dansk - Mikael K medvirker med sangen Ubuden gæst  Arkiveret 17. september 2016 hos  Wayback Machine

## Priser
2007
Modtager af Danmarks Radios P4-pris 2007 Arkiveret 15. august 2016 hos  Wayback Machine
Modtager af Björn Afzelius Prisen 2008 Arkiveret 15. august 2016 hos  Wayback Machine
2011
Modtager af Gelsted-Kirk-Scherfig-Prisen 2011
2012
Modtager af DANISH MUSIC AWARD FOLK som Årets Autor (sangskriver) 2012
2014
Nomineret til DANISH MUSIC AWARD FOLK 2014 som: Årets Sangskriver (Mikael K) / Årets Udgivelse (SANGE FRA NORD) Årets Traditionspris (Mikael K) Arkiveret 8. december 2015 hos  Wayback Machine

## Artikler
2002
Kom, Kom til Klondyke i Information 
2008
Samarbejde mellem Mikael K og Thomas Blachman: Bonderøven møder Blachman i Ekstra Bladet 

## Anmeldelser
2002
Guld ved regnbuens endestation af Klaus Lynggaard i Information 
2011
Stemmer i det fjerne af Klaus Lynggard i Information 